# Danuta Gierczyńska
Danuta Gierczyńska (ur. 7 grudnia 1957 w Świdwinie) – polska filolog, specjalizująca się w komparatystyce literackiej oraz literaturoznawstwie rosyjskim, nauczyciel akademicki, doktor habilitowany, rektor Akademii Pomorskiej w Słupsku w latach 2002–2008.

## Życiorys
W 1981 ukończyła filologię rosyjską w Wyższej Szkole Pedagogicznej w Słupsku. Pracowała jako nauczycielka języka rosyjskiego w Sławnie. W Moskwie odbyła studia doktoranckie, uzyskując stopień naukowy doktora. W 1986 została zatrudniona jako adiunkt na swojej macierzystej uczelni (przekształcanej kolejno w Pomorską Akademię Pedagogiczną i w Akademię Pomorską). Po uzyskaniu stopnia doktora habilitowanego została kierownikiem Zakładu Literaturoznawstwa Rosyjskiego w Instytucie Neofilologii i profesorem nadzwyczajnym swojej uczelni.
Od 1999 do 2002 była dziekanem Wydziału Filologiczno-Historycznego. W latach 2002–2008 przez dwie kadencje zajmowała stanowisko rektora uczelni. W okresie tym doszło do zmiany nazwy na Akademia Pomorska. W 2008 powróciła na funkcję dziekana Wydziału Filologiczno-Historycznego. W 2016 została wybrana na prorektora ds. kształcenia i studentów.
Zamężna z Józefem, ma dwie córki – Martę i Paulinę. Od lat 70. działaczka harcerska.